# 요시나가 후미
요시나가 후미(일본어: よしながふみ, 1971년 ~ )는 일본의 여성 만화가이다. 도쿄도에서 태어났다. 게이오기주쿠 대학 법학부를 졸업하였고, 게이오기주쿠 대학 법학 연구과를 중퇴하였다.

## 작품 활동
1994년에 《달과 샌들(月とサンダル)》로 데뷔하였다. 데뷔 전부터 동인 활동을 했으며, 《베르사이유의 장미(ベルサイユのばら)》와 《슬램덩크(Slam Dunk)》 등을 패러디한 동인지를 냈다. 자신의 작품을 스스로 패러디한 동인지를 내기도 한다. 2006년부터 하쿠센샤(白泉社)의 소녀 만화 잡지 《멜로디(MELODY)》에 《오오쿠(大奥)》를, 2007년부터 고단샤의 청년 만화 잡지 《모닝(モーニング)》에 《어제 뭐 먹었어?(きのう何食べた? 기노 나니 다베다[*])》를 연재하고 있다. 2010년 《오오쿠》로 쇼가쿠칸 만화상을 수상하였다.

## 작품 목록
| 제목                                                                                          | 발표 잡지      | 출판사   | 발표 연도 |
| --------------------------------------------------------------------------------------------- | -------------- | -------- | --------- |
| 달과 샌들(月とサンダル 쓰키토 산다루[*])                                                      | 하나오토       | 호분샤   |           |
| 정말 다정해(本当に、やさしい 혼토니 야사시[*])                                                | 매거진 비x보이 | 비블로스 |           |
| 솔페쥬(ソルフェージュ)                                                                        | 하나오토       | 호분샤   |           |
| 아이의 체온(こどもの体温 고도모노 다이온[*])                                                  | 월간 윙스      | 신쇼칸   | 1997년    |
| 사랑은 밤에 깨닫는 것(愛とは夜に気付くもの 아이토와 요루니 기즈쿠 모노[*])                    | 비x보이 골드   | 비블로스 |           |
| 그는 화원에서 꿈을 꾼다(彼は花園で夢を見る 가레와 하나조노데 유메오 미루[*])                  | 월간 윙스      | 신쇼칸   |           |
| 제라르와 자크(ジェラールとジャック)                                                           | 비x보이 골드   | 비블로스 |           |
| 서양골동양과자점(西洋骨董洋菓子店 세이요 곳토 요가시텐[*])                                    | 월간 윙스      | 신쇼칸   | 1999년    |
| 사랑해야 하는 딸들(愛すべき娘たち 아이스베키 무스메타치[*])                                   | 멜로디         | 하쿠센샤 | 2002년    |
| 더이상 말하지마(それを言ったらおしまいよ 소레오 잇타라 오시마이요[*])                         |                | 오타슈판 |           |
| 플라워 오브 라이프(フラワー・オブ・ライフ)                                                    | 월간 윙스      | 신쇼칸   | 2003년    |
| 사랑이 없어도 먹고 살 수 있습니다(愛がなくても喰ってゆけます 아이가 나쿠테모 굿테유케마스[*]) |                | 오타슈판 | 2005년    |
| 오오쿠(大奥 오오쿠[*])                                                                        | 멜로디         | 하쿠센샤 | 2006년    |
| 어제 뭐 먹었어?(きのう何食べた? 기노 나니 다베다[*])                                          | 주간 모닝      | 고단샤   | 2007년    |